# Rozvodna Bezděčín
Rozvodna Bezděčín (zkratkou BEZ) se nachází na území města Hodkovice nad Mohelkou, místní části Jílové v okrese Liberec v Libereckém kraji, cca 10 km jihozápadně od Jablonce nad Nisou. Rozvodna má úrovně napětí 400 kV, 220 kV a 110 kV, provozovatelem částí 400 a 220 kV je ČEPS a části 110 kV ČEZ.
Zásobuje převážnou část Liberecka a Jablonecka.

## Historie
Rozvodna byla založena v roce 1964 jako první rozvodna 220 kV v dnešním Libereckém kraji. Ve stejném roce byla postavena dvě jednoduchá vedení 220 kV, jedno do Chotějovic a druhé do rozvodny Čechy Střed.
V roce 1982 byla rozvodna připojena na 400 kV smyčkou z vedení z Babylonu do Neznášova (původně vedení Výškov - Krasíkov). V roce 2007 bylo postaveno dvojité vedení 400 kV z rozvodny Čechy Střed v souběhu s původním vedením 220 kV.

## Popis

### Napěťové hodnoty
Rozvodna je provozována v napěťových hodnotách 400 kV, 220 kV a 110 kV. Napěťovou hladinou 220 kV jsou spojeny rozvodny Čechy Střed a Chotějovice. Hladinou 400 kV jsou pak spojeny rozvodny Babylon, Neznášov a Čechy Střed.

### Transformátory
Transformace 400/110 kV je zajištěna dvěma třífázovými transformátory, pro transformaci 220/110 kV slouží jeden třífázový transformátor.

### Vedení
Do rozvodny jsou zaústěna následující vedení:

#### Vedení 400 kV – ZVN – zvláště vysoké napětí
- Dvojité vedení V451/V452 Babylon – Bezděčín/Bezděčín - Neznášov
- Dvojité vedení V454/V209 Čechy Střed - Bezděčín

#### Vedení 220 kV – VVN – velmi vysoké napětí
- Dvojité vedení V454/V209 Čechy Střed – Bezděčín
- Jednoduché vedení V210 Chotějovice – Bezděčín